# 1936 год в изобразительном искусстве СССР
1936 год был отмечен рядом событий, оставивших заметный след в истории советского изобразительного искусства.

## События
- В Ленинграде состоялся первый выпуск Академии художеств после её реорганизации в ЛИЖСА при Всероссийской Академии художеств[1].

- Основан Екатеринбургский музей изобразительных искусств. До 1988 носил название Свердловская картинная галерея, в 1988 году переименован в Свердловский музей изобразительных искусств, а в 1992 году, с возвращением городу его исторического названия — в Екатеринбургский музей изобразительных искусств. Основу музейной коллекции составило собрание Уральского общества любителей естествознания (УОЛЕ). До 1936 года эта коллекция находилась в составе Естественноисторического краеведческого музея. В дальнейшем в коллекцию музея были переданы работы из Государственного Эрмитажа, Третьяковской галереи, Государственного музея имени Пушкина. В собрании музея представлены работы И. И. Шишкина, И. Н. Крамского, А. К. Саврасова, В. Д. Поленова, К. А. Коровина, К. Малевича, В. Кандинского, М. Ларионова, Н. Гончаровой, И. Машкова, П. Кончаловского и других мастеров отечественного изобразительного искусства.
- В Москве в ЦПКиО имени Горького установлен новый вариант известной скульптуры Девушка с веслом И. Д. Шадра, выполненный из тонированного бетона. Моделью для неё стала гимнастка Зоя Бедринская (Белоручева). По сравнению с первым вариантом скульптор изменил прическу девушки, убрал мужские мускулы рук, её фигура стала тоньше и романтичнее. Скульптура была разрушена в 1941 году при бомбёжке. 3 сентября 2011 года воссозданная скульптура была вновь установлена в ЦПКиО имени Горького[2].

- В Сталинграде на площади перед Сталинградским Тракторным заводом открыт бронзовый памятник Ф. Э. Дзержинскому скульптора С. Д. Меркурова. Высота бронзовой скульптуры — 4,3 м, высота постамента — 6,48 м. Решение об установке памятника было принято в 1932 году. До 1936 года на постаменте стояла временная модель. Один из немногих памятников города переживших Сталинградскую битву.
- В Москве и Ленинграде прошла ретроспективная выставка произведений заслуженного деятеля искусств РСФСР К. С. Петрова-Водкина[3].

- 17 ноября в Ленинграде в ГРМ открылась первая «Осенняя выставка ленинградских художников» с участием Павла Аба, Александра Зайцева, Николая Кострова, Самуила Невельштейна, Виктора Орешникова, Александра Самохвалова и других мастеров изобразительного искусства Ленинграда[4].

## Деятели искусства

### Родились
- 7 марта — Тамара Полосатова, живописец.
- 16 марта — Борис Кузнецов, живописец.
- 31 декабря — Виктор Коровин, живописец (ум. в 1991).

### Скончались
- 23 февраля — Сергей Чехонин, художник-график и декоратор, член объединения «Мир искусства», ученик Ильи Репина (род. в 1878).
- 16 мая — Альберт Бенуа, художник-акварелист и педагог, с 1924 года живший во Франции (род. в 1852).

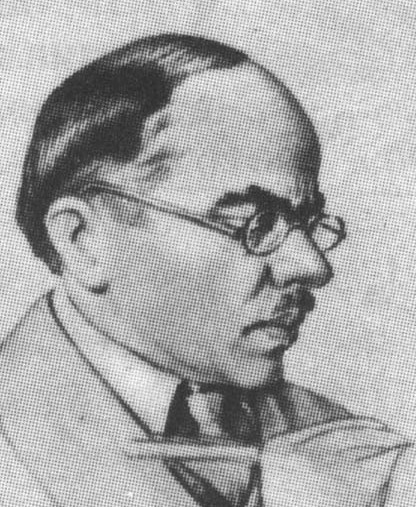
Сергей Чехонин
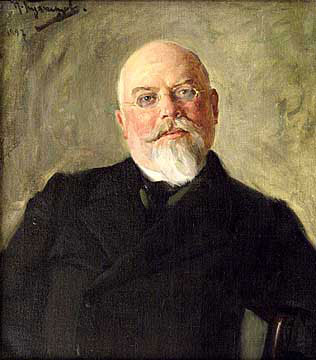
Альберт Бенуа